# Cầy vòi hương
Cầy vòi hương, vòi đốm hay vòi mướp (danh pháp hai phần: Paradoxurus hermaphroditus) là một loài động vật có vú thuộc họ Cầy, là loài bản địa của khu vực Nam Á, Đông Nam Á và miền nam Trung Quốc. Đây là loại cầy phổ biến nhất tại Việt Nam. Loài thú này gắn liền với thương hiệu Cà phê chồn nổi tiếng trên toàn thế giới với tên gọi là chồn hương.
Năm 2008, loài này được xếp vào nhóm loài ít quan tâm.

## Mô tả
Cầy vòi hương nặng từ 3 đến 5 kg. Chiều dài thân khoảng từ 480 đến 700 mm, đuôi dài từ 400 đến 660 mm. Bộ lông nền màu xám. Hình dáng loại cầy này có đặc điểm là ba vệt đen chạy dọc trên lưng. Về phía đuôi thì ba vệt này đứt quãng, tạo nên những đốm đen. Lác đác hai bên thân là những đốm đen khác. Mặt có vệt đen quanh mắt và mõm trông như mặt nạ, có các đốm trắng bên má và bên mắt. Cầy vòi hương có bốn bàn chân đen, đuôi dài gần bằng thân, mặt trên ở phần gốc đuôi có màu đen điểm vàng nhạt, mặt dưới màu vàng đất, phần ngoài đuôi màu đen. Tên gọi khoa học của chúng (P. hermaphroditus) là do một thực tế là cả hai giới đều có các tuyến xạ phía dưới đuôi trông tương tự như tinh hoàn. Chúng có thể phun ra các chất bài tiết độc hại từ các tuyến này. Vuốt sắc của chúng cho phép chúng leo trèo cây dễ dàng.

## Phân bố và môi trường sống
Cầy vòi hương là loài bản địa của Ấn Độ, Nepal, Bangladesh, Bhutan, Myanmar, Sri Lanka, Thái Lan, Singapore, Malaysia bán đảo, Sabah, Sarawak, Brunei Darussalam, Lào, Campuchia, Việt Nam, Trung Quốc, Philippines và các quần đảo Sumatra, Java, Kalimantan, Bawean và Siberut của Indonesia. Chúng được du nhập đến Irian Jaya, quần đảo Sunda nhỏ, Maluku, Sulawesi và Nhật Bản. Không rõ loài cầy này có mặt ở Papua New Guinea hay không. Riêng ở Việt Nam, loài này phân bố khá nhiều ở các tỉnh phía nam từ Ninh Thuận trở vào đến Long An.
Chúng thường sinh sống ở các khu rừng nguyên sinh, kể cả rừng thứ sinh cũng có sự xuất hiện của loài này nhưng với mật độ thấp. Loài thú này cũng được tìm thấy tại các khu vườn ở ngoại ô, nơi có nhiều trái cây chín. Móng vuốt sắc nhọn cho phép chúng dễ dàng leo lên cây và các mái nhà của người dân gần đó. Ở phần lớn khu vực của Sri Lanka, cầy vòi hương đã trở loài phá hoại do chúng sinh đẻ và bài tiết trên các nóc nhà cũng như kêu gào ầm ĩ trong đêm làm mất giấc ngủ của nhiều người.

## Sinh thái và tập tính
Cầy vòi hương là loại động vật ăn tạp kiếm ăn về đêm. Nguồn thức ăn chủ yếu của nó là các loại quả như các loại hồng xiêm, xoài, chôm chôm và các động vật nhỏ như chim, chuột, rắn,... Đặc biệt chúng rất ưa thích nhựa của hoa cọ, là loại chất lỏng khi lên men thì trở thành một loại rượu mùi có vị ngọt.
Cầy vòi hương sinh sản quanh năm nhưng tập trung chủ yếu vào các tháng 10, 11 và 12. Chúng đẻ mỗi lứa từ 2 đến bốn con. Cầy con có khả năng sinh trưởng rất nhanh.

## Cà phê chồn
Mặc dù trong tiếng Việt tên loại cà phê này có nhắc đến chồn nhưng thật ra Cà phê chồn là một loại cà phê được sản xuất từ hạt cà phê mà loài cầy vòi hương ăn và đã tiêu hóa một phần thải ra chứ không phải là loài chồn.
Loài thú này trèo lên những cây cà phê và chọn ăn những trái đỏ nhất, chín nhất. Người ta cho rằng khi những trái cà phê này ở trong dạ dày của cầy vòi hương dưới tác dụng của enzym chúng sẽ biến đổi và có hương vị đậm đà hơn. Những hạt cà phê này sẽ trở nên cứng và giòn hơn, đồng thời lượng protein cũng giảm đi, làm giảm độ đắng của hạt cà phê. Sau quá trình làm sạch và xử lý, khi sử dụng loại hạt cà phê này có mùi đặc trưng và vị rất lạ so với các loại cà phê thông thường, tạo cho loại cà phê này trở thành một thứ đặc sản và có giá bán rất đắt.

## Phân loài

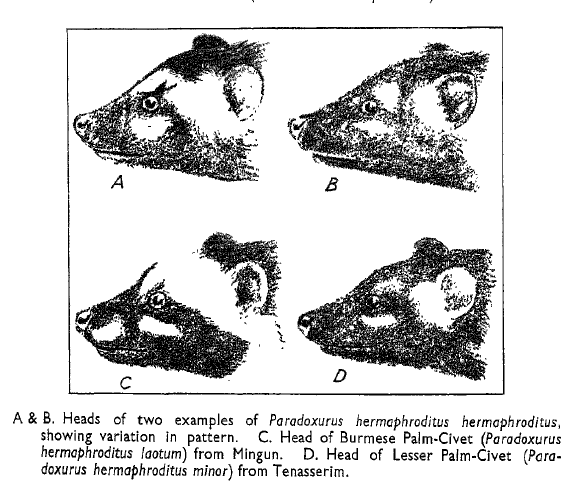
Minh họa loài cầy vòi hương trong The fauna of British India, including Ceylon and Burma. Mammalia. – Volume 1 của Pocock

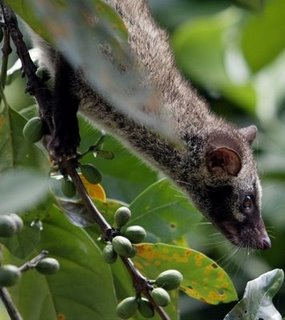
Phân loài Paradoxurus hermaphroditus philippinensis

Kể từ mô tả đầu tiên của Peter Simon Pallas được xuất bản vào năm 1777, một lượng lớn các phân loài đã được mô tả từ năm 1820 đến năm 1992. Chúng được liệt kê theo thứ tự thời gian được mô tả lần đầu:
- P. h. hermaphroditus (Pallas, 1777) — phân bố ở Sri Lanka và miền nam Ấn Độ ở phía bắc của sông Narbada;[7]
- P. h. bondar (Desmarest, 1820) — được mô tả ở Bengal và Terai của Nepal;[7]
- P. h. musanga (Raffles, 1821)
- P. h. javanica (Horsfield, 1824)
- P. h. pallasii (Gray, 1832) — được mô tả ở những ngọn đồi của Nepal, và phân bố từ Nepal, Sikkim, Assam cho đến vùng thượng Myanmar;[7]
- P. h. philippinensis (Jourdan, 1837)
- P. h. setosus (Jacquinot and Pucheran, 1853)
- P. h. nictitans (Taylor, 1891) — được mô tả ở Odisha;[7]
- P. h. lignicolor (Miller, 1903)
- P. h. minor (Bonhote, 1903)
- P. h. canescens (Lyon, 1907)
- P. h. milleri (Kloss, 1908)
- P. h. kangeanus (Thomas, 1910)
- P. h. sumbanus (Schwarz, 1910)
- P. h. exitus (Schwarz, 1911)
- P. h. cochinensis (Schwarz, 1911)
- P. h. canus (Miller, 1913)
- P. h. pallens (Miller, 1913)
- P. h. parvus (Miller, 1913)
- P. h. pugnax (Miller, 1913)
- P. h. pulcher (Miller, 1913)
- P. h. sacer (Miller, 1913)
- P. h. senex (Miller, 1913)
- P. h. simplex (Miller, 1913)
- P. h. enganus (Lyon, 1916)
- P. h. laotum (Gyldenstolpe, 1917) — được mô tả ở Chieng Hai thuộc vùng tây bắc Thái Lan, và phân bố từ Myanmar đến bán đảo Đông Dương và Hải Nam;[7]
- P. h. balicus (Sody, 1933)
- P. h. scindiae (Pocock, 1934) — được mô tả ở Gwalior, và phân bố ở miền trung Ấn Độ;[7]
- P. h. vellerosus (Pocock, 1934) — được mô tả ở Kashmir;[7]
- P. h. dongfangensis (Corbet and Hill, 1992)

## Tên địa phương
- Musang hoặc Alamid ở Philippines;
- Musang ở Malaysia và Indonesia, cũng gọi là Luwak ở Indonesia;
- Motit, Amunin, ở vùng núi Trung tâm Cordillera của miền Bắc Philippines;
- Punugu Pilli ở tây nam Andhra Pradesh, Trung Nam Ấn Độ;
- Gondhogokul, Khatash, Vham và nhiều tên khác trong Tiếng Bengal;
- Marapatti hoặc "മരപ്പട്ടി", có nghĩa là 'chó cây' hoặc 'chó gỗ', trong ngôn ngữ bản địa Malayalam ở bang Kerala thuộc nam Ấn Độ;
- Maranai trong tiếng Tamil, cũng có nghĩa là 'chó cây' hoặc 'chó gỗ';
- Vaniyar ᦠᦲᧃ ở bang Gujarat;
- Uguduwa in tiếng Sinhala của Sri Lanka;
- PuLi.ngaa maajjar trong tiếng Konkani;
- Ii Hěn อีเห็น ở Thái Lan;
- Hěn ເຫັນ hoặc Ngěn ເຫງັນ (IPA: [ŋěn]) ở Lào;
- Hěn ႁဵၼ် trong tiếng Shan ở mường Shan, Myanmar;
- Hǐn ᦠᦲᧃ trong tiếng Lự ở châu tự trị Tây Song Bản Nạp, Vân Nam, Trung Quốc.